# Nieuwe Doelenstraat (Amsterdam)

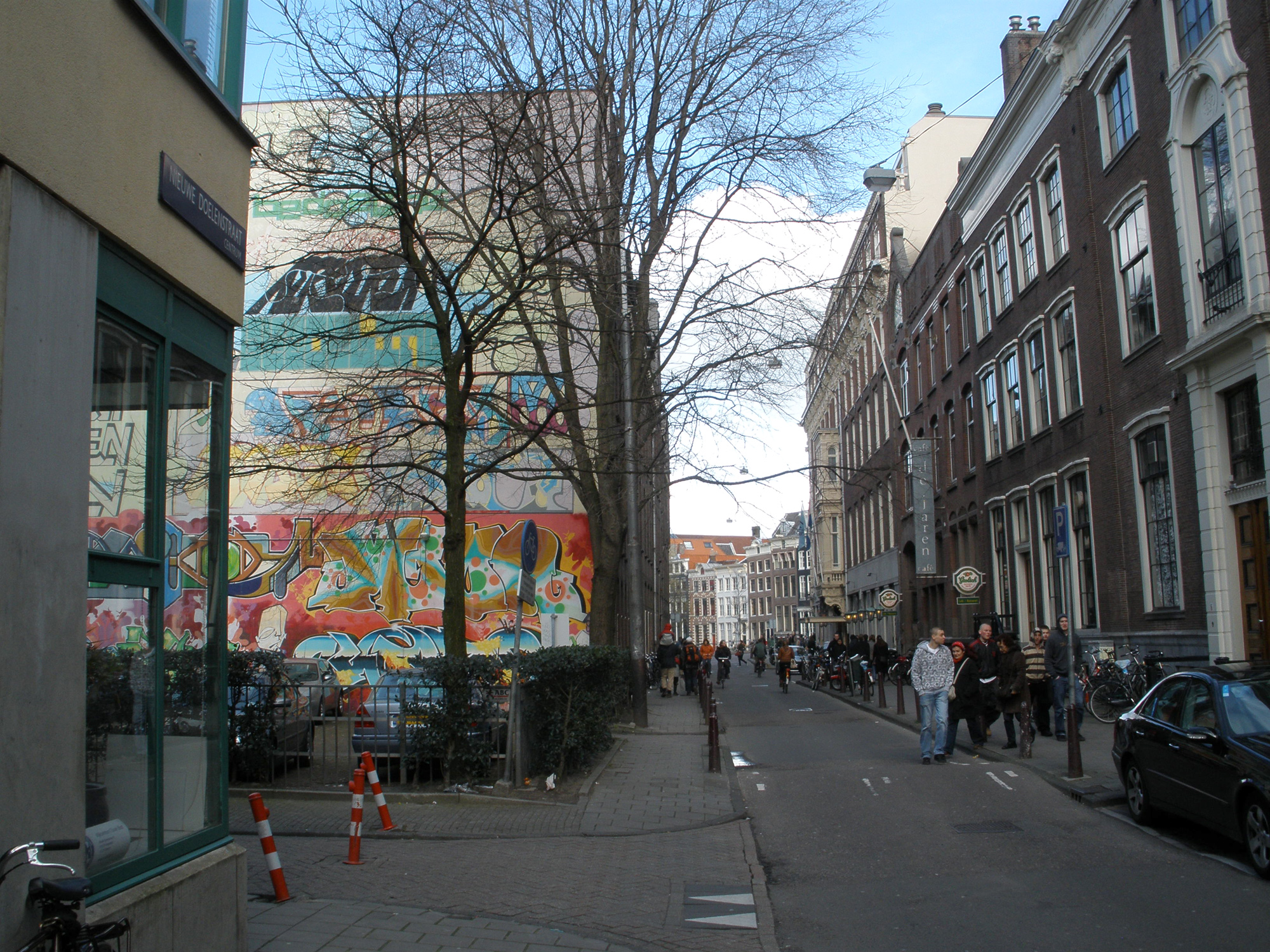
De Nieuwe Doelenstraat in Amsterdam

De Nieuwe Doelenstraat is een straat in de binnenstad van Amsterdam. De straat ligt in het verlengde van de Kloveniersburgwal en loopt vanaf de hoek met de Staalstraat in zuidwestelijke richting naar de Oude Turfmarkt, waar de Doelensluis over het Rokin ligt. Aan deze straat lag de Kloveniersdoelen, waar De Nachtwacht oorspronkelijk hing.
De straat staat vooral bekend om het Hotel de l'Europe, het Doelen Hotel en het grand-café De Jaren. Aan de straat bevindt zich ook een deel van de Universiteit van Amsterdam (UvA), waaronder het Universiteitstheater en het Instituut voor Theaterwetenschap. De Nieuwe Doelenstraat vormt de zuidoostgrens van het Binnengasthuiscomplex, waar een groot deel van de UvA gevestigd is.
Enkele bekende inwoners van de straat die vroeger hier woonden zijn Rembrandt van Rijn, Frederik Muller, Pieter de Carpentier, Bartholomeus van der Helst, Jan J. Hinlopen, Jacob Boreel en Hope & Co.

## Geschiedenis

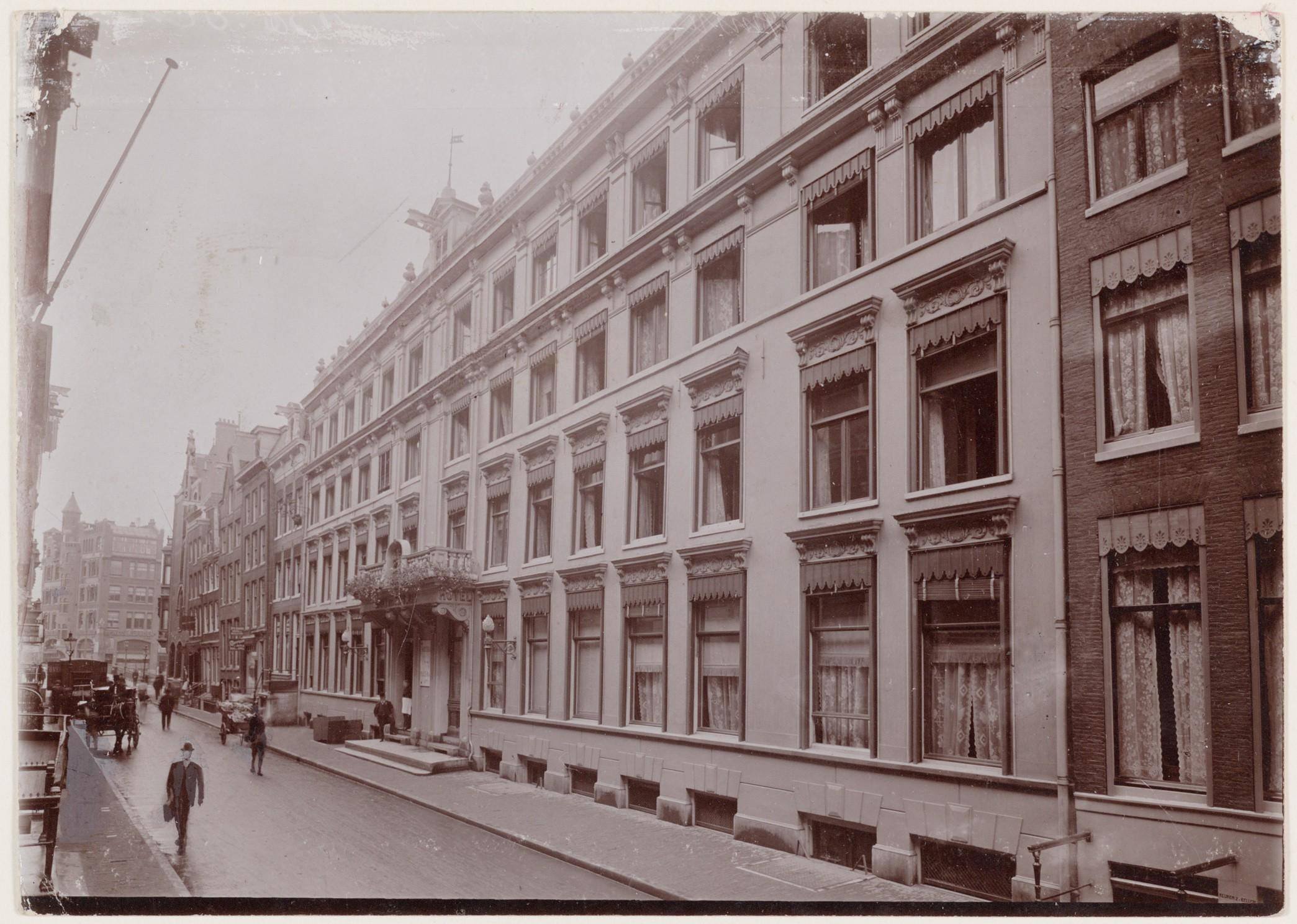
De Nieuwe Doelenstraat rond 1890, gezien in de richting van het Muntplein. (Op de plek van het grote gebouw is nu de kleine parkeerplaats)

De Nieuwe Doelenstraat ontleent haar naam aan de Kloveniersdoelen, waar de schutterij van kloveniers bijeenkwam. De aanduiding "Nieuwe" is overigens ter onderscheid met de Oude Doelenstraat, die werd aangelegd in de vijftiende eeuw op de plek van de oudste doelen van de stad.
De Kloveniersdoelen kwamen in 1638 gereed en stonden naast de stadsmuurtoren Swych Utrecht. Rond diezelfde tijd werd ook de Nieuwe Doelenstraat aangelegd. De eerste huizen in de straat dateerden uit 1631. De doelen bleven staan tot de tweede helft van de negentiende eeuw, toen ze werden gesloopt om plaats te maken voor het huidige Doelen Hotel. In het hotel zijn vandaag de dag nog restanten van de oude stadsmuren te zien.
Aan de Amstel (het huidige Rokin), op de huidige hoek Nieuwe Doelenstraat / Oude Turfmarkt, stond ook een andere toren van de stadsmuur, het Rondeel. In de zeventiende eeuw werd dit torenfort vervangen door een herberg met dezelfde naam. Deze werd eind negentiende eeuw gesloopt om plaats te maken voor het huidige Hotel de l'Europe.
In 1635 verhuisden Rembrandt en zijn vrouw Saskia van Uylenburgh naar een huurhuis aan de Nieuwe Doelenstraat, op de plek van het huidige café De Jaren, waar ze tot 1637 bleven wonen. In die tijd was de straat een deftige plek om te wonen, met mooie nieuwe huizen. Tijdens hun verblijf aan de Nieuwe Doelenstraat kregen Rembrandt en Saskia hun eerste kind, Rombartus, die echter al na twee maanden stierf.
Rond 1640 kreeg Rembrandt de opdracht om een groepsportret van de schutterscompagnie van Frans Banninck Cocq te schilderen. Dit beroemde schilderij, beter bekend als De Nachtwacht, schilderde Rembrandt naast zijn huis aan de Jodenbreestraat waar hij inmiddels woonde. Het zou tot in of vlak na 1715 in de grote zaal van de Kloveniersdoelen hangen, en verhuisde vervolgens naar het Stadhuis op de Dam (het huidige Koninklijk Paleis).

## Parkeerplaats

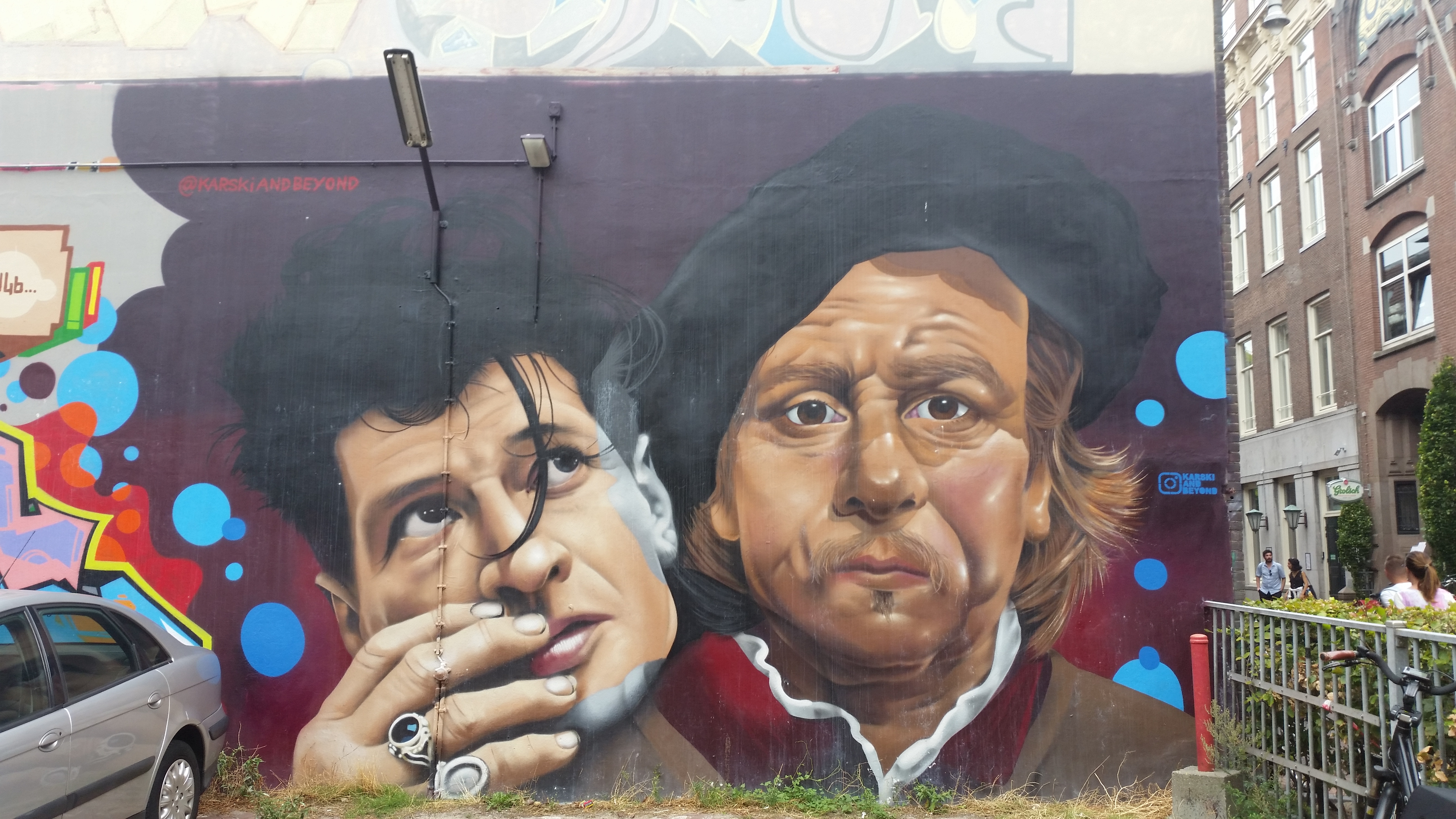
Herman Brood en Rembrandt van Rijn (augustus 2018)

Ongeveer in het midden van de straat bij de kruising met de Binnengasthuisstraat is een open plek, die dient tot parkeerplaats. Die parkeerplaats kent aan een zijde een hoge blinde muur. Deze blinde muur wordt keer op keer bewerkt met de plaatsing van murals. De muur wordt daarbij keer op keer herbruikt. In 2017 vond het kunstenaarsduo Karski & Beyond dat hun muurschildering dermate beschadigd was, dat er een nieuwe moest komen. Zij plaatsten daarop Herman Brood en Rembrandt van Rijn gebroederlijk naast elkaar. De kunstenaars wilden met hun werk meer cross-over bewerkstelligen tussen nieuwe en oude kunst. Ze wilden stimuleren dat liefhebbers van de kunst van de één zich afvroegen wie die andere kunstenaar dan wel was. In de periode 2023-2025 werd er op de openruimte een gebouw neergezet voor de universiteitsbibliotheek van de Universiteit van Amsterdam. Alle muurschilderingen verdwenen achter de nieuw; er kwam het kunstwerk Lees maar, er staat niet wat er staat voor in de plaats.